# الدفورد
الدفورد (به انگلیسی: Aldford) یک روستا در بریتانیا است که در آلفورد اند سایاتون واقع شده‌است. الدفورد ۲۷۲ نفر جمعیت دارد.